# Accident d'un C-130 de l'armée de l'air philippine de 2021
L'accident d'un C-130 de l'armée de l'air philippine de 2021 est survenu le 4 juillet 2021 lorsqu'un avion Lockheed C-130 Hercules de la Philippine Air Force (PAF) s'est écrasé après une tentative d'atterrissage à l'aéroport de Jolo (en) à Sulu, aux Philippines. Avec 52 morts, dont 49 personnes dans l'avion et 3 au sol, l'incident est l'un des accidents d'aviation les plus meurtriers de l'histoire militaire des Philippines et le troisième plus meurtrier aux Philippines, derrière le vol Air Philippines 541 en 2000 et le vol Cebu Pacific 387 en 1998.

## Avion

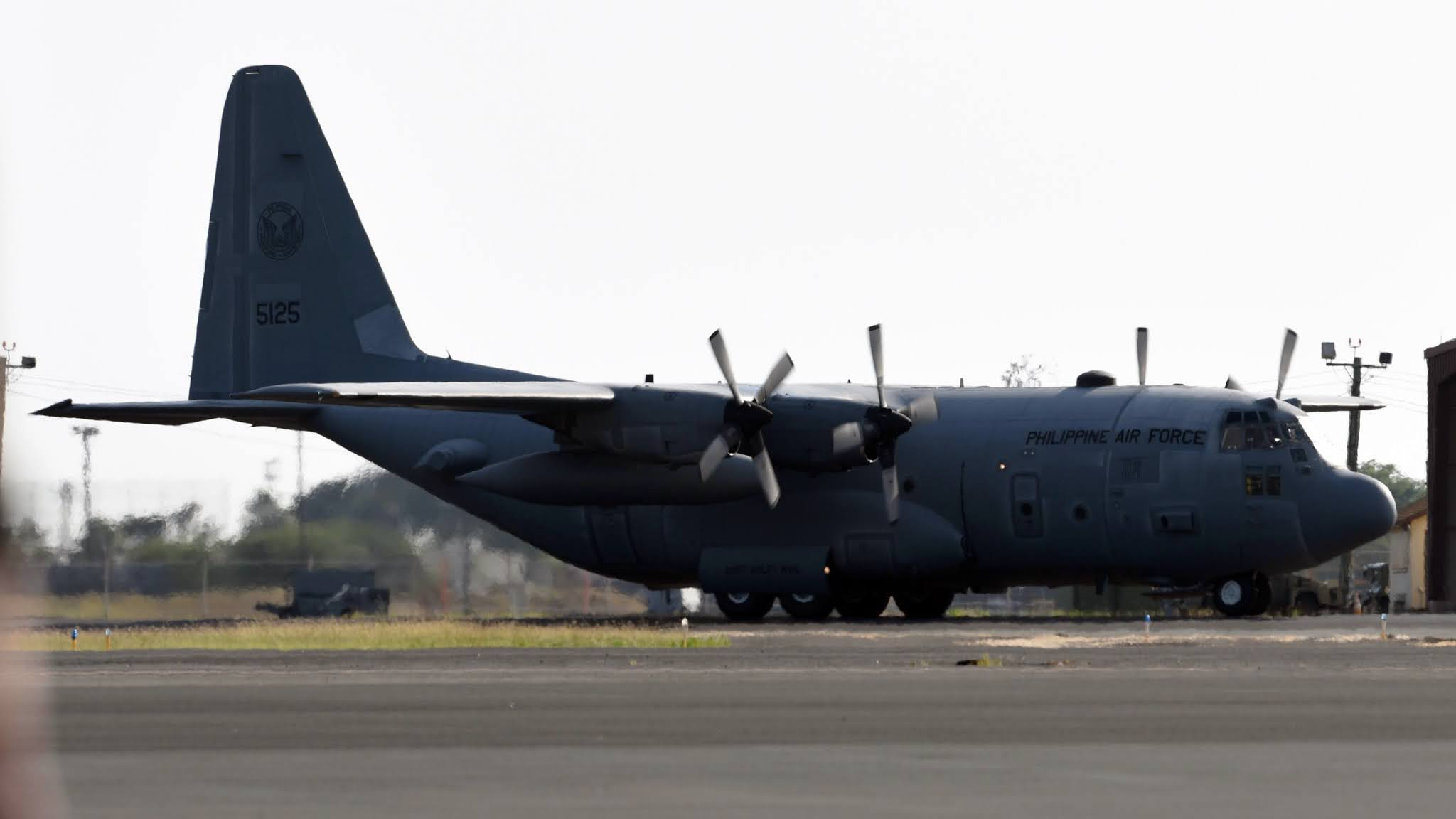
Lockheed C-130H Hercules 5125 à la Joint Base Pearl Harbor–Hickam en janvier 2021.

L'avion impliqué dans l'incident est un Lockheed C-130H Hercules exploité par la force aérienne philippine avec l'immatriculation 5125. Ancien avion de l'United States Air Force en service depuis février 1988, il a été acquis par la PAF grâce à une subvention de la Defense Security Cooperation Agency du gouvernement des États-Unis en janvier 2021. L'armée philippine a soutenu que l'avion était en bon état et avait 11 000 heures de vol avant sa prochaine maintenance. L'armée de l’air avait trois autres C-130 dans son inventaire avant l'accident : deux C-130 en cours d'entretien et de réparation au Portugal et un C-130 opérationnel qui a été cloué au sol pour inspection après l'accident.

## Passagers et équipage
Au moment de l'accident, il y avait 96 personnes à bord. 47 militaires et 3 civils sont décédés, 53 personnes ont été blessés. 50 personnes appartenait à l'unité de formation de Malaybalay, à Bukidnon de la 4e division d'infanterie (en) de l'armée philippine. Les soldats à bord étaient censés renforcer la 11e division d'infanterie (en) basée à Jolo, à cause du groupe Abu Sayyaf opérant dans la région.

## Accident
Le 4 juillet 2021, l'avion a décollé de la base aérienne de Villamor (en) à Pasay et s'est dirigé vers l'aérodrome de Lumbia (en) à Cagayán de Oro. De Cagayán de Oro, l'avion a transporté du personnel à Jolo. À 11 h 30 (UTC+8), l'avion s'est écrasé après avoir tenté d'atterrir sur l'aéroport de Jolo. L'avion a dépassé la piste, s'est écrasé dans la localité voisine de Patikul et a pris feu.
Les 3 décès de civils impliquaient des ouvriers de carrière. Cet accident, dépasse, en nombre de morts, l'accident du Douglas C-47 Skytrain du 15 avril 1971 à Floridablanca, Pampanga qui avait tué 40 personnes.

## Conséquences
La Force opérationnelle interarmées Sulu (JTF Sulu) de l'armée philippine a mené une opération de recherche et de sauvetage pour récupérer les corps des personnes décédées et apporter une assistance aux survivants. Les Forces armées des Philippines, la police nationale philippine, la Police Regional Office Bangsamoro Autonomous Region (en) (PRO BAR) et le gouvernement provincial Sulu ont promis qu'ils fourniraient une aide aux civils et aux militaires affectés sur le terrain lors de  l'accident. L'ambassade des États-Unis à Manille (en) a promis un soutien médical aux survivants de l'accident.
Le 5 juillet 2021, le président Rodrigo Duterte s'est rendu au commandement ouest de Mindanao (en) des Forces armées des Philippines dans la ville de Zamboanga pour rendre hommage aux familles des militaires tués dans l'accident. Les Forces armées des Philippines ont également déclaré une période de deuil de 6 jours ordonnant que tous les drapeaux dans les camps et les installations militaires à travers le pays soient mis en berne. Plusieurs pays ont envoyé leurs condoléances aux Philippines après le crash.
Le programme de modernisation a également fait l'objet de discussions au Congrès philippin, tant à la Chambre des représentants et qu'au Sénat. La politique d'acquisition d'actifs militaires d'occasion par le biais de prêts étrangers a également été remise en question.
L'accident a également été filmé. Une vidéo de 1 minute 47 de l'accident a circulé sur les réseaux sociaux.

## Enquête
Le ministère de la Défense nationale et l'armée ont exhorté le public de s'abstenir de diffuser des « déclarations hautement spéculatives » sur l'incident et ont assuré qu'une enquête sur l'accident était déjà en cours.
L'armée a exclu la possibilité que l'accident ait été causé par une attaque contre l'avion. Parmi les angles pris en compte figurent l'état de l'avion, la piste, s'il y a eu une erreur humaine et si l'avion était surchargé. Une équipe d'enquêteurs de des Forces armées des Philippines est arrivée sur le site de l'accident le 5 juillet. L'enregistreur de vol de l'avion a été récupéré le lendemain pour mieux déterminer les circonstances de l'accident.